# Cerro Maravilla
Le cerro Maravilla est un sommet de la cordillère Centrale sur l'île de Porto Rico.

## Géographie
Le cerro Maravilla se trouve à la jonction des territoires des municipalités de Ponce et de Jayuya au centre de l'île. Cinquième plus haut sommet de l'île, il s'élève à une altitude de 1 207 mètres.